# Eugène Jolibois
Pour les articles homonymes, voir Jolibois.
Eugène Jolibois, né le 4 juin 1819 à Amiens (Somme) et mort le 20 décembre 1896 au Vésinet (Yvelines), est un homme politique français.

## Biographie
Avocat à Paris de 1840 à 1849, il entre ensuite dans la magistrature, comme avocat général à Amiens puis à Rouen , et comme procureur général à Chambéry en 1861. Il est préfet de Savoie en 1863 et conseiller d’État en 1866. Il redevient avocat en 1870 et plaide dans de nombreux procès politiques, en défense des bonapartistes. Il est député de la Charente-Maritime de 1876 à 1893, siégeant au groupe de l'Appel au peuple. Il est conseiller général en 1877.

## Distinctions
- chevalier de la Légion d'honneur (11 août 1857);
- officier de la Légion d'honneur au titre de ses fonctions de préfet de la Savoie (décret du 11 août 1864)

- Ordre des Saints-Maurice-et-Lazare :
  - Commandeur  (1862)
  - Grand officier (1866)

### Bibliorgraphie
- « Eugène Jolibois », dans Adolphe Robert et Gaston Cougny, Dictionnaire des parlementaires français, Edgar Bourloton, 1889-1891 [détail de l’édition]
- « Eugène Jolibois », dans le Dictionnaire des parlementaires français (1889-1940), sous la direction de Jean Jolly, PUF, 1960 [détail de l’édition]